# Katastrofa lotu United Airlines 585
Katastrofa lotu United Airlines 585 – katastrofa lotnicza, która wydarzyła się 3 marca 1991 roku. Boeing 737-291 (nr rej. N999UA) należący do linii United Airlines lot 585, rozbił się w czasie podejścia do lądowania w Colorado Springs. Zginęło 25 osób (wszyscy na pokładzie – 20 pasażerów i 5 członków załogi).

## Przebieg lotu
Boeing 737-291 został wyprodukowany w 1982 i wylatał 26 050 godzin. Samolot leciał z Denver do Colorado Springs. W 109 kilometrową podróż wyruszyło 25 osób (20 pasażerów i 5 członków załogi). Kapitanem samolotu był Harold Green, drugim pilotem była Patricia Eidson. Samolot podchodził do lądowania  w Colorado Springs na pas nr 35. Nagle samolot skręcił w prawo, przeszedł na plecy i wpadł w lot nurkowy. Samolot uderzył w ziemię niedaleko lotniska. Spośród 25 osób na pokładzie nikt nie ocalał.

## Ofiary
| Narodowość ofiar katastrofy | Narodowość ofiar katastrofy | Narodowość ofiar katastrofy | Narodowość ofiar katastrofy |
| Obywatelstwo                | Pasażerowie                 | Załoga                      | Razem                       |
| --------------------------- | --------------------------- | --------------------------- | --------------------------- |
| Stany Zjednoczone           | 16                          | 5                           | 21                          |
| Kanada                      | 1                           | –                           | 1                           |
| Irlandia                    | 1                           | –                           | 1                           |
| Japonia                     | 1                           | –                           | 1                           |
| Polska                      | 1                           | –                           | 1                           |
| Razem                       | 20                          | 5                           | 25                          |

## Przyczyny
Przyczyna katastrofy została opublikowana 27 marca 2001. Była to utrata sterowania nad samolotem, wynikająca z zablokowania steru kierunku w pozycji jego maksymalnego wychylenia, a spowodowana przez awarię systemu PCU – odpowiadającego za sterowność samolotu. Awaria systemu PCU okazała się wadą fabryczną i po latach, gdy ustalono przyczynę tragedii, władze nakazały wymienić wadliwe zawory we wszystkich samolotach Boeing 737.
Zablokowanie steru kierunku w krańcowym położeniu było również przyczyną katastrofy lotu USAir 427, do której doszło do pod Pittsburghiem, 8 września 1994. Wówczas Boeing 737 należący do linii USAir w podobnych okolicznościach co lot nr 585, spadł na pobliskie tereny leśne. W tragedii zginęły 132 osoby – wszystkie znajdujące się na pokładzie maszyny. Z kolei 9 czerwca 1996 samolot linii Eastwind Airlines, gwałtownie przechylił się na prawo w czasie podchodzenia do lądowania w Richmond, jednak maszyna w ostatniej chwili odwróciła się do pozycji właściwej i pilotom udało się bezpiecznie wylądować. Dopiero po zdarzeniu w Richmond udało się rozwiązać przyczyny katastrof w Colorado Springs i Pittsburghu (zobacz osobny artykuł – Incydent lotu Eastwind Airlines 517).